# Вим ван дер Крофт
Виллем «Вим» Фредерик ван дер Крофт (16 августа 1916 года — 21 марта 2001 года) — бывший голландский каноист. Принимал участие в соревнованиях по гребле на байдарках и каноэ в конце 1930-х годов. Участник Олимпийских игр 1936 в Берлине.
Родился в городе Харлеме, умер в городе Ден-Хелдер.
Тренировался в спортивном клубе HKV, Haarlem (Нидерланды).

## Спортивные достижения
Вим ван дер Крофт завоевал бронзовую медаль в дисциплине К-2 (байдарка-двойка) на дистанции 1000 метров на летних Олимпийских играх 1936 в Берлине. Выступал на соревнованиях с напарником, шведским спортсменом Таге Фальборгом.
Принимал также участие в соревнованиях по гребле на байдарках и каноэ на летних Олимпийских играх 1948 года и на летних Олимпийских играх 1952 года.
Партнером Вим ван дер Крофта на Олимпиаде 1936 года был Николас Татес (Nicolaas Tates).
На лондонских Олимпийских играх в 1948 году он занял пятое место в дисциплине К-1 1000 метров.
Четыре года спустя он занял на Олимпиаде в Хельсинки четвёртое место в дисциплине К-1 1000 метров.